# Handyman Saitou in Another World
Handyman Saitou in Another World (便利屋斎藤さん、異世界に行く?, Benriya Saitō-san, isekai ni iku, lett. "Il tuttofare Saitou va in un altro mondo") è un manga scritto e disegnato da Kazutomo Ichitomo. Viene serializzato online tramite il sito ComicWalker di Kadokawa Shoten dal 12 ottobre 2018. Un adattamento anime prodotto da C2C dall'8 gennaio al 26 marzo 2023.

## Trama
Saito, un giovane tuttofare giapponese, si sentiva poco apprezzato nel suo lavoro, nonostante le sue capacità. Sconfortato per essere stato ingiustamente licenziato, ha accidentalmente camminato davanti a un camion in corsa ed è quindi finito in un mondo fantasy, dove è stato accolto da un gruppo di avventurieri. Poiché le stranezze personali dei membri del gruppo ostacolano le loro prestazioni, Saito inizia a dare loro una mano, trasportando l'essenziale, scassinando serrature e dando loro promemoria vitali, rendendosi indispensabile per i suoi nuovi amici.

## Personaggi

Morlock, Saito, Lalanpan e Raelza nell'anime

Saito (サイトウ?, Saitō)
Doppiato da: Ryōhei Kimura
Un tuttofare giapponese che soffre di un leggero complesso di insicurezza, ma che è più capace di quanto non creda. Professionalmente abile nel valutare e riparare oggetti e nello scassinare serrature, diventa il ladro effettivo del suo gruppo di avventurieri.
Raelza (ラエルザ?, Raeruza)
Doppiata da: Fairouz Ai
La figlia adottiva di Morlock e una guerriera e la combattente principale del gruppo di avventurieri di Saito. Ex schiava, ha perso i genitori mentre vivevano nelle terre selvagge e ha vissuto con un branco di lupi finché Morlock non l'ha trovata e l'ha presa con sé. È molto sicura di sè e ha paura delle creature lunghe e viscide, tra cui le anguille. Prova dei sentimenti per Saito dopo aver visto le sue abilità e la sua personalità in azione, ma è troppo timida per ammetterlo a lui.
Lafanpan (ラファンパン?, Rafanpan)
Doppiata da: Nao Tōyama
Una chierica ragazza fata del chiaro di luna. Tuttavia, sebbene la sua magia di guarigione e la sua capacità di trasformare i non morti siano molto apprezzate, si fa pagare per i suoi servizi, anche dai suoi amici e alleati. Utilizza le monete d'oro così guadagnate come sacrificio alla Dea della Luna, che ha maledetto la sua razza a ridursi di dimensioni se non riceve queste offerte regolari.
Morlock (モーロック?, Mōrokku) / Bergheim Crom (ベルクハイム・クローム?, Berukuhaimu Kurōmu)
Doppiato da: Chō
Il mago del gruppo di avventurieri di Saito. Pur essendo capace in termini di potere magico, soffre di demenza, e spesso dimentica persino da che parte sta o le formule corrette per il suo repertorio di incantesimi. Si lascia intendere che il suo vero nome sia Bergheim Crom e che abbia perso le sue capacità memoriali a causa di una maledizione quando è andato a indagare su una vecchia magia più di vent'anni fa. Soffre inoltre di un mal di schiena cronico e ama corteggiare tutte le belle donne che incontra.
Maevena (メヴェナ?)
Doppiata da: Ayaka Ōhashi
La donna umana proprietaria di un negozio che fornisce armi ed equipaggiamento agli avventurieri. Nonostante l'aspetto ingenuo, è un'accorta donna d'affari che riconosce il vero valore di ogni merce che le viene offerta.
Gibungle (ギブングル?, Gibunguru)
Doppiato da: Kōichi Sōma
Un nano che, cosa insolita per la sua razza, possiede la capacità di usare la magia arcana, il che lo rende un mago naturale. Sostiene di essere un ex studente di Morlock, prima che quest'ultimo perdesse apparentemente la memoria.
Liliza Lassenpop (リリーザ・ラッセンポップ?, Rirīza Rassenpoppu)
Doppiata da: Yumiri Hanamori
Una ragazza cacciatrice di bestie magiche.
Guivre (ギーブル?, Gīburu)
Doppiato da: Hinata Tadokoro
Un ladro/mago sfregiato e bisessuale, compagno di Liliza, che si prende una cotta per Saito.
Flanril Nil Arlil (フランリル・リル・アーリル?, Furanriru Riru Āriru)
Doppiata da: Ruriko Aoki
Flanril Nil Arnil è un'elfa alta con capacità magiche poco sviluppate, a differenza della maggior parte della sua specie; per questo ha scelto la carriera di combattente. Molto combattiva, ama lanciarsi in combattimenti ravvicinati con i suoi guanti artigliati.
Ninia (ニニア?)
Doppiata da: Azusa Tadokoro
Compagna di Flanril, una chierica donna con capacità magiche piuttosto deboli. È una feticista del sangue e si occupa di Flanril sia come interesse amoroso che come mezzo per soddisfare le sue voglie.
Cainz (カインズ?, Kainzu)
Doppiato da: Yoshitsugu Matsuoka
Un combattente piuttosto semplice che viene etichettato dai funzionari del regno come un eroe idolo.
Raichee (ライチ?, Raichi)
Doppiata da: Yū Serizawa
Una maga di livello medio con un'antipatia per i rettili che viene etichettata dai funzionari del regno come un'eroina idol.
Monpui (モンプイ?)
Doppiato da: Chikara Honda
Chierico dalla faccia tonda, codardo e ingannevole, nipote del sommo sacerdote del re, è etichettato dai funzionari dal regno come un eroe idolo. Il suo vero nome è Montil Puitt (モンティル・ピュイット?, Montiru Pyuitto), che tuttavia viene comunemente abbreviato in Monpui. In seguito, dopo aver fatto amicizia con Saito e Cainz, cambia stile di vita.
Kisurugi (キスルギ?)
Doppiato da: Jun Kasama
Un potente ninja assassino che la capacità di "legare l'ombra", cioè di paralizzare chiunque calpesti la sua ombra.
Primasse (プリマス?, Purimasu)
Doppiata da: Shiori Izawa
Una golosa ragazza fata del cristallo nero, migliore amica di Rahvella e compagna di Kisurugi.
Rahvella (ラーヴェラ?, Rāvera)
Doppiata da: Chiwa Saitō
Una strega di 400 anni che si innamora di Kisurugi. Originariamente mantenuta giovane dalla maledizione di un demone, ha ricominciato a invecchiare dopo essersi innamorata di Kisurugi.
Re Maderaka (王 マデラカ?, Ō Maderaka)
Doppiato da: Katsuji Mori
Il re del regno che comprende il Grande Labirinto.
Re Demone Dorg (魔王 ドルグ?, Maō Dorugu)
Doppiato da: Shigeru Chiba
Un re demone che è stato sconfitto da re Maderaka, fino alla testa ancora viva, e che in seguito è diventato suo amico. Continua a fare l'avventuriero, soprattutto nell'interesse del re, utilizzando un corpo artificiale che gli permette di passare per un cavaliere umano.

## Media

### Manga
Il manga è scritto e disegnato da Kazutomo Ichitomo. La serie ha iniziato la serializzazione online tramite il sito ComicWalker di Kadokawa Shoten il 12 ottobre 2018. I capitoli vengono raccolti in volumi tankōbon a partire dal 22 luglio 2019. Al 23 luglio 2025 sono stati pubblicati 13 volumi. All'Anime NYC 2022, Yen Press ha annunciato di aver concesso la licenza del manga per la pubblicazione in inglese.

#### Volumi
| 1  | 22 luglio 2019 | ISBN 978-4-04-065896-4 |
| 1  | Capitoli (traduzioni letterali dei titoli) - 1. Saito, il tuttofare (便利屋 斎藤さん?, Benriya Saitō-san) - 2. Quello che Saito sa fare (斎藤さんが出来ること?, Saitō-san ga dekiru koto) - 3. Un party ricco di personalità (個性豊かなパーティ?, Kosei yutaka na Pātī) - 4. L'inizio di una nuova era (新しい時代の幕開け?, Atarashii jidai no makuake)                                           |                        |
| 2  | 23 dicembre 2019 | ISBN 978-4-04-064332-8 |
| 2  | Capitoli (traduzioni letterali dei titoli) - 1. L'era della grande esplorazione (大探索時代?, Dai tansaku jidai) - 2. I ricordi di Morlock (モーロックの記憶?, Mōrokku no kioku) - 3. Quello che è stato ottenuto con la battaglia (戦いで得たもの?, Tatakai de eta mono) |                        |
| 3  | 21 agosto 2020 | ISBN 978-4-04-064932-0 |
| 3  | Capitoli (traduzioni letterali dei titoli) - 1. Ritorno (帰還?, Kikan) - 2. Quello che è stato perduto (失われしもの?, Ushinawareshi mono) - 3. Grande enciclopedica della magia (魔法大百科?, Mahō daihyakka) - 4. Alla ricerca del cane nell'altro mondo (異世界の犬探し?, Isekai no inu sagashi) - 5. Scontro (遭遇?, Sōgū)                                                                      |                        |
| 4  | 22 gennaio 2021 | ISBN 978-4-04-680144-9 |
| 4  | Capitoli (traduzioni letterali dei titoli) - 1. Scontro finale (最終決戦?, Saishū kessen) - 2. I sentimenti reciproci (互いの想い?, Tagai no omoi) - 3. Una quotidianità tranquilla (平穏な日常?, Heion na nichijō) - 4. La fata del chiaro di luna fa grandi sogni quanto un essere umano? (月光妖精は人間大の夢を見るか??, Gekkō yōsei wa ningen-dai no yume o miru ka?)                          |                        |
| 5  | 23 giugno 2021 | ISBN 978-4-04-680525-6 |
| 5  | Capitoli (traduzioni letterali dei titoli) - 1. Come infiltrarsi nel grande labirinto (大迷宮の潜り方?, Dai meikyū no mogurikata) - 2. Insegui il cavaliere dorato (黄金の騎士を追え?, Ōgon no kishi o oe) - 3. Separazione (分断?, Bundan) |                        |
| 6  | 21 gennaio 2022 | ISBN 978-4-04-680927-8 |
| 6  | Capitoli (traduzioni letterali dei titoli) - 1. L'avanzata di ciascuno (それぞれの進軍?, Sorezore no shingun) - 2. Guerra totale (総力戦?, Sōryoku-sen) |                        |
| 7  | 23 luglio 2022 | ISBN 978-4-04-681642-9 |
| 7  | Capitoli (traduzioni letterali dei titoli) - 1. La grande operazione di lavoro part-time nell'altro mondo (異世界アルバイト大作戦?, Isekai arubaito daisakusen) - 2. Incontro tra ragazze, tè party, ballo di combattimento nell'altro mondo (異世界女子会、茶会、舞闘会?, Isekai joshikai, chakai, butōkai) - 3. Noi due siamo amici maghi (ふたりは魔法使い友達?, Futari wa mahōtsukai tomodachi) |                        |
| 8  | 23 dicembre 2022 | ISBN 978-4-04-682043-3 |
| 8  | Capitoli (traduzioni letterali dei titoli) - 1. Verso la foresta della luce lunare (月光の森へ?, Gekkō no mori e) - 2. L'uomo insetto (蟲人?, Mushi hito) - 3. Lafanpan (ラファンパン?, Rafanpan) |                        |
| 9  | 23 giugno 2023 | ISBN 978-4-04-682415-8 |
| 9  | Capitoli (traduzioni letterali dei titoli) - 1. La battaglia decisiva della maledizione (呪いの決戦?, Noroi no kessen) - 2. Epilogo alla luce della luna (月光のエピローグ?, Gekkō no Epirōgu) |                        |
| 10 | 22 dicembre 2023 | ISBN 978-4-04-683057-9 |
| 10 | Capitoli (traduzioni letterali dei titoli) - 1. Il festival che si tiene una volta ogni cento anni (百年に一度の祭典?, Hyakunen ni ichido no saiten) - 2. Inizio (開幕?, Kaimaku) - Elenco dei partecipanti al torneo (大会出場者名簿?, Taikai shutsujōsha meibo) |                        |
| 11 | 22 luglio 2024 | ISBN 978-4-04-683671-7 |
| 11 | Capitoli (traduzioni letterali dei titoli) - 1. Seconda parte del primo turno (一回戦後半?, Ikkai-sen kōhan) - 2. Secondo turno (二回戦?, Nikai-sen) - 3. Anomalia (異変?, Ihen) |                        |
| 12 | 23 dicembre 2024 | ISBN 978-4-04-684296-1 |
| 12 | Capitoli (traduzioni letterali dei titoli) - 1. Prima partita delle semifinali (準決勝第一試合?, Jun-kesshō dai ichi shiai) - 2. Seconda partita delle semifinali (準決勝第二試合?, Jun-kesshō dai ni shiai) - 3. Finale (決勝?, Kesshō) |                        |
| 13 | 23 luglio 2025 | ISBN 978-4-04-684898-7 |
| 13 | Capitoli (traduzioni letterali dei titoli) - 1. Finale parallela (裏決勝戦?, Ura kesshōsen) - 2. Rivelazione (顕現?, Kengen) |                        |

### Anime
Il 19 gennaio 2022 è stato annunciato un adattamento anime della serie, prodotto da C2C e diretto da Toshiyuki Kubooka, con sceneggiature scritte da Kenta Ihara, il character design curato da Yōko Tanabe e la colonna sonora composta da Tomotaka Ōsumi. La serie è stata trasmessa dall'8 gennaio al 26 marzo 2023 su AT-X e altre reti. La sigla di apertura è kaleidoscope è cantata da Teary Planet, mentre la sigla di chiusura è Hidamari no saido (ひだまりの彩度? lett. "Saturazione del punto soleggiato") di Konoco. Crunchyroll ha concesso in licenza la serie.

#### Episodi
| Nº | Titolo italiano Giapponese 「Kanji」 - Rōmaji | In onda          | In onda |
| Nº | Titolo italiano Giapponese 「Kanji」 - Rōmaji | Giapponese       |         |
| 1  | Il tuttofare reincarnato in un altro mondo 「便利屋、斎藤さん」 - Benriya, Saitō-san | 8 gennaio 2023   |         |
| 1  | Saito, un tuttofare giapponese trasferito in un mondo fantasy, dimostra la sua utilità al gruppo di avventurieri a cui si è unito, che comprende la guerriera Raelza, la chierica fata Lafanpan e l'anziano mago Morlock. Il resto dell'episodio comprende brevi descrizioni degli altri membri del gruppo e del mondo in cui Saito è approdato. |                  |         |
| 2  | Ciò che Saito può fare 「斎藤さんが出来ること」 - Saitō-san ga dekiru koto | 15 gennaio 2023  |         |
| 2  | Mentre Saito continua ad avventurarsi, scopre che anche una nuova vita in un altro mondo non è priva di contrattempi e di eventi bizzarri. Finisce per uccidere - e cucinare - un'anguilla idra dopo che la fobia di Raelza per le creature viscide le impedisce di affrontarla; vengono introdotte l'elfa guerriera Flanril e la chierica Ninia; Maderaka, il re del regno, finisce per diventare amico della testa decapitata ma ancora viva del Re Demone Dorg; Saito viene a conoscenza della maledizione che la Dea della Luna ha lanciato sul popolo di Lafanpan e viene salvato dalla morte da Raelza dopo aver aiutato a sconfiggere un golem di ferro. |                  |         |
| 3  | Avventurieri nel Grande Labirinto 「大迷宮の冒険者たち」 - Dai meikyū no bōkensha-tachi | 22 gennaio 2023  |         |
| 3  | L'episodio è una raccolta di racconti che descrivono alcune stranezze del mondo fantasy e dei suoi abitanti, compreso il modo in cui l'avventurarsi in un regno pacifico ha influenzato le dinamiche sociali e politiche. I consiglieri del re formano un gruppo di eroi idoli, composto dal combattente Cainz, la maga di livello medio Raichee e dal chierico dalla faccia tonda Monpui. Vengono introdotti il ninja assassino Kisurugi e la strega Rahvella. Saito fa la conoscenza di Donbain, un solitario fabbro nanico, dopo aver facilmente aperto la sua porta con 108 serrature. Nel Grande Labirinto, il principale terreno di avventura del regno, Saito trova un robot aspirapolvere proveniente dalla Terra e un passaggio nascosto che conduce a una parte ancora inesplorata dei sotterranei.                                    |                  |         |
| 4  | L'alba di una nuova era 「新しい時代の幕開け」 - Atarashii jidai no makuake | 29 gennaio 2023  |         |
| 4  | Dork e il ministro di Maderaka sono due dei primi ad addentrarsi nel Labirinto rivitalizzato, ma vengono poi attaccati e temporaneamente uccisi da Kisurugi. Il gruppo di Saito incontra il party degli idoli del regno e la coppia di avventurieri Liliza e Guivre, mentre Raelza sviluppa una rivalità con Flanril. Mentre si addentra nel Labirinto, Saito si imbatte in una caverna piena di manufatti provenienti da tutte le epoche e le culture della Terra; vengono attaccati da Kisurugi e Primasse, ma vengono salvati da Gibungle, che si rivolge a Morlock come al suo ex maestro. |                  |         |
| 5  | Il ninja e la maga 「忍者と魔女」 - Ninja to majo | 5 febbraio 2023  |         |
| 5  | Morlock soffre di un'apparente amnesia, forse dovuta all'influenza della magia proibita su cui aveva cercato di indagare 20 anni prima. Prima che Gibungle possa risvegliare ulteriormente la memoria del mago, il gruppo viene attaccato da Kisurugi, che cerca disperatamente un'antica magia del tempo nascosta nel Labirinto per salvare Rahvella dalla morte per vecchiaia. Il ninja viene ostacolato da Liliza, Guivre, Flanril, Ninia e dagli avventurieri idoli. Per aiutare Rahvella, Primasse si strappa le ali per liberare la magia custodita al suo interno, trasformando così tutto il suo gruppo n un potente spirito oscuro. |                  |         |
| 6  | Ricordi di un vecchio mago 「老魔術師の記憶」 - Rō majutsushi no kioku | 12 febbraio 2023 |         |
| 6  | Gli avventurieri si alleano per combattere la minaccia comune, ma non riescono a danneggiare lo spirito oscuro. Saito ricorda di aver trovato una formula magica segreta in grado di manipolare il tempo in uno dei libri di Morlock. Si scopre che Morlock, nella sua ambizione di essere riconosciuto come arcimago, ha perso la figlia per una forte febbre dopo averla trascurata. Entrò quindi nel Grande Labirinto per trovare Crom, un mago leggendario che creò la magia del tempo, al fine di riportare in vita sua figlia, ma perse la sua sfida, al che Crom lo privò dei suoi ricordi. Pensando che sia stato Morlock a evocarlo in questo mondo, Saito aiuta l'anziano mago a lanciare l'incantesimo che ferma il tempo per tutti, tranne che per Morlock.                                                                          |                  |         |
| 7  | L'arduo accordo 「極限の接触」 - Kyokugen no sesshoku | 19 febbraio 2023 |         |
| 7  | Nei 100 secondi che l'incantesimo di arresto del tempo gli ha concesso, Morlock cerca di distruggere lo spirito oscuro, ma invece ha un'intuizione sul suo motivo e annulla la magia su di loro, separandoli nelle loro entità individuali e dando loro la possibilità di espiare le loro colpe. Il redivivo Dorg e il ministro reale si uniscono a loro e Morlock è costretto a spegnere le speranze di Kisurugi quando spiega che Crom ha lasciato questo mondo dopo essersene stancato. Il ministro spiega che re Maderaka può ripristinare la giovinezza di Rahvella se viene sacrificata una vita a lei legata. Sapendo che dovrò comunque affrontare la pena di morte per le sue uccisioni, Kisurugi si offre volontario e, con il consenso degli altri avventurieri, il ministro e Dorg portano Kisurugi con loro.                        |                  |         |
| 8  | Cosa ho guadagnato dalla battaglia 「戦いで得たもの」 - Tatakai de eta mono | 26 febbraio 2023 |         |
| 8  | Invece di essere uccisi, Kisurugi e Primasse vengono paralizzati fino a quando la loro essenza vitale sacrificata restituisce a Rahvella la giovinezza, ma lei perde la memoria. Sul punto di lasciarla sola, Kisurugi viene rimproverato da Primasse, che lo spinge a ricominciare la sua vita al fianco di Rahvella. Nel Labirinto, i manufatti ultraterreni evocati da Crom vengono confiscati dalla corona, ma Morlock ha riacquistato parte dei suoi ricordi, compreso il modo in cui aveva accidentalmente evocato Saito in questo mondo. Poiché le possibilità di riportarlo sulla Terra sono molto scarse e non ha nessun motivo per cui tornare, Saito decide di rimanere in questo mondo e Raelza li confessa il suo affetto. Subito dopo, però, Morlock viene morso da un mostro velenoso e muore poco tempo dopo.                    |                  |         |
| 9  | Il triste cane guerriero 「悲しき犬の戦士」 - Kanashiki inu no senshi | 5 marzo 2023     |         |
| 9  | Dopo essersi innamorato di una femmina di lupo bianco, uccisa per ordine del suo padrone dopo aver lasciato un solo cucciolo come prole, un lupo demoniaco si è esiliato nel mondo mortale. Morlock risorge sorprendentemente dalla sua tomba grazia a un incantesimo di resurrezione che aveva lanciato su se stesso molto tempo prima, ma ritorna in forma non morta perché il lupo demoniaco ha divorato una delle sue parti del corpo, rendendo la magia incompleta. Gibungle aiuta con la Magipedia del suo ex maestro, che afferma che la parte del corpo deve essere recuperata per far si che l'incantesimo abbia successo. Mentre cercano il lupo demoniaco, Morlock rivela che Raelza ha perso i genitori quando era bambina e si è imbattuta in lui, chiedendo a Saito di prendersi cura di lei se non dovesse farcela.               |                  |         |
| 10 | L'inseguitore del reame demoniaco 「魔界の追跡者」 - Makai no tsuisekisha | 12 marzo 2023    |         |
| 10 | Infuriato per l'energia magica contenuta nella carne di Morlock, il lupo demoniaco attacca e ferisce Saito e Morlock. Raelza riesce a ferirlo, ma l'apparizione del suo cucciolo lo fa tornare in sé e chiede a Raelza di ucciderlo. Un tirapiedi dell'ex padrone del lupo arriva per riportarlo nell'aldilà, ma Saito, Raelza e Lafanpan lo combattono finché non arriva il signore dei demoni per reclamare la magia di Morlock per sé. Quando Raelza lo affronta e viene messa in pericolo, Saito porta il corpo di Morlock vicino al lupo demoniaco e interviene per salvarla. Morlock chiede al lupo di restituirgli la sua magia in cambio delle cura del suo cucciolo. Completamente ristabilito, Morlock sconfigge il demone; ma quando appare davanti ai suoi compagni, improvvisamente sfoggia un paio di orecchie da cane e una coda. |                  |         |
| 11 | La battaglia finale 「最終決戦」 - Saishū kessen | 19 marzo 2023    |         |
| 11 | Grazie alla sua magia combinata con l'essenza del lupo demoniaco, Morlock riacquista temporaneamente la sua giovinezza e ingaggia il signore dei demoni quando quest'ultimo torna prontamente per vendicarsi. Il demone si dimostra troppo forte anche per la magia più potente che Morlock può evocare, ma prima che possa attaccare i compagni, il cucciolo di lupo interviene e lo uccide. Non volendo lasciare il cucciolo orfano di padre, Morlock restituisce l'essenza del lupo per liberarlo dalla schiavitù del signore dei demoni, rinunciando alla sua forza vitale per ristabilirlo. In segno di gratitudine, il lupo demoniaco si offre di saldare il debito un giorno, ma l'addolorata Raelza rifiuta. |                  |         |
| 12 | Colui che ne ha più bisogno 「いちばん必要としている人」 - Ichiban hitsuyō toshite iru hito | 26 marzo 2023    |         |
| 12 | Il giorno dopo, Saito si risveglia dalle ferite e scopre che Morlock è completamente guarito e finalmente riconosce i propri sentimenti per Raelza. Per il resto, la sua vita di avventuriero torna quasi alla normalità, tranne che per alcuni nuovi sviluppi inaspettati. I più importanti sono che Saito ha finalmente acquisito maggiore fiducia in se stesso e che le sue imprese lo hanno reso così famoso che tutti i suoi amici e gli abitanti del regno iniziano ad avvicinarlo e a chiedergli le sue abilità di tuttofare, facendo sentire finalmente realizzato. |                  |         |